# Łącznik (osoba)

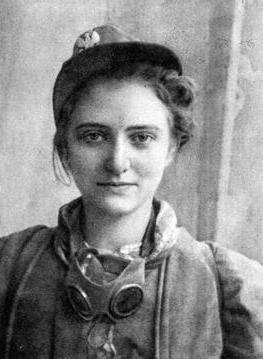
Łączniczka ze Starówki (powstanie warszawskie)

Łącznik – osoba utrzymująca łączność, przekazująca informację i materiały między instytucjami, placówkami lub organizacjami. Funkcja łącznika może mieć charakter stały i ciągły, albo doraźny
Łącznik powinien szybko orientować się w terenie, należycie go wykorzystać oraz doskonale posługiwać się mapą i busolą.
W wojsku, również w wywiadzie, łącznik przekazuje informacje między jednostkami lub rozkazy w relacji dowództwo–oddziały. Łącznicy, a szczególnie łączniczki, są symbolami powstania warszawskiego; funkcja ta pełniona była często przez młode dziewczęta i dzieci.